# Bull-E
«Bull-E» (укр. «Розбишаки») — двадцять перша серія двадцять шостого сезону мультсеріалу «Сімпсони», прем'єра якої відбулась 10 травня 2015 року у США на телеканалі «Fox».

## Сюжет
Барт не в захваті від того, що йде на свої перші шкільні танці. На танцях, знуджений Барт випадково розливає апельсиновий напій для всіх. Однак, після загальної критики, одна п'ятикласниця вражена цим і запрошує Барта танцювати. Добряче розважившись, Барт навіть виграє трофей як «Найкращий танцюрист», і дівчинка просить його зустрітися з нею надворі. Однак, на виході зі школи, на нього нападають хулігани, розбивають трофей і глузують з Барта. Після цього, п'ятикласниця кидає його, а Барт почувається повністю приниженим.
Коли Барт розповідає Мардж про інцидент, вона йде на засідання міської ради і каже, що треба змусити хуліганів відчути страх їхніх жертв. Поспішно приймають законопроєкт, що надає поліції широкі повноваження щодо боротьби з будь-яким цькуванням.
Наступного дня шеф Віґґам починає арештовувати хуліганів, таких як Джимбо, Кірні та Дольф. Однак через те, як туманно закон визначає поняття «хуліган», поліція може заарештувати майже будь-кого, що незабаром Віґґамм починає робити.
Тим часом, зрозумівши, що Гомер Сімпсон дуже зверхньо ставиться до Неда Франдерса, діти останнього, Род і Тодд, викликають поліцію у будинок Сімпсонів. В результаті, Гомера зарештовують і засуджують до 90 днів лікування.
Перебуваючи в центрі, Гомер отримує прозріння про те, що він жорстокий з Недом, оскільки його сусід насправді у всьому кращий за Гомера. Згодом, Гомера, як і решту вилікуваних, вважають героєм і вітають його. Однак, Нед не приймає цієї смішної логіки і прямо говорить Гомеру, що не пробачить йому його вчинків. Збентежений Гомер благає про прощення, в якому Нед кілька разів відмовляє. Однак, після того, як Гомер покаянно довгий час стояв на колінах на газоні Фландерса, Нед таки прощає сусіду. Потім Сімпсони та Фландерси об'єднуються та проводять спільний обід.

## Ставлення критиків і глядачів
Під час прем'єри серію переглянули 2,77 млн осіб з рейтингом 1.2, що зробило її найпопулярнішим шоу на каналі «Fox» тієї ночі.
Денніс Перкінс з «The A.V. Club» дав серії оцінку B сказавши, що «серія, яка має на меті досягти зближення між Гомером і Фландерсом, яке емоційно задовольнятиме, повинна досягти свого кінцевого великого моменту, і в „Bull-E“ [це] виходить дуже коротко».
Стейсі Гланцман з «TV Fanatic» оцінила серію на чотири з половиною з п'яти зірок.
Згідно з голосуванням на сайті The NoHomers Club більшість фанатів оцінили серію на 4/5 із середньою оцінкою 3,44/5.